# Aristea

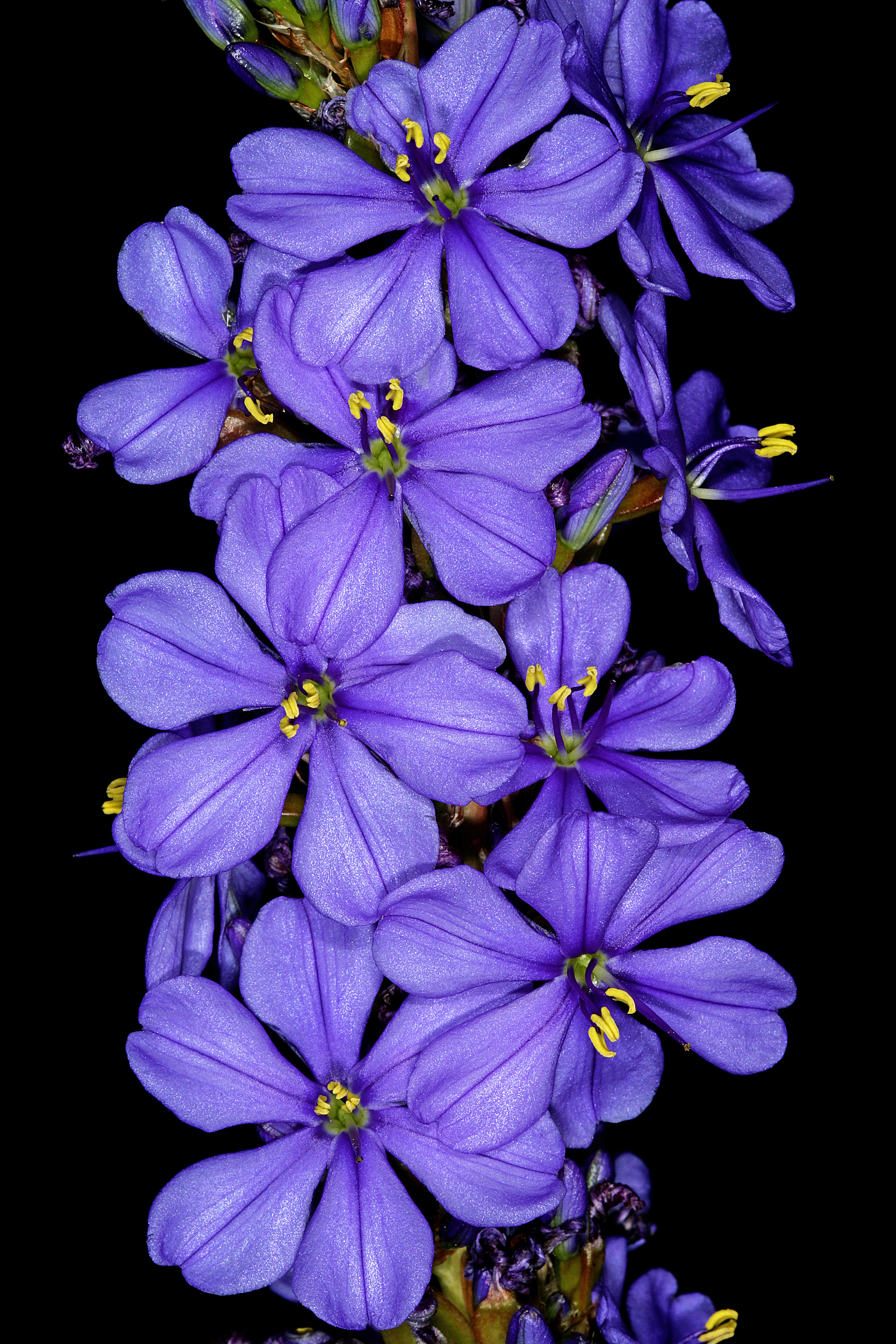
Aristea capitata

Aristea – rodzaj roślin należący do rodziny kosaćcowatych (Iridaceae). Obejmuje 56–58 gatunków. Występują one w subsaharyjskiej Afryce, w tym 8 gatunków rośnie na Madagaskarze. Niektóre gatunki uprawiane są jako ozdobne.

## Morfologia
PokrójByliny kłączowe. Pędy na przekroju okrągłe lub spłaszczone i oskrzydlone.
LiścieDwurzędowe, wąskie, zwykle odziomkowe, na pędzie kwiatostanowym liście nieliczne.
KwiatySkupione w kwatostan typu dwurzędka. Poszczególne kwiaty rozwijają się sukcesywnie tylko na kilka godzin w kolejne dni rano. Okwiat zwykle niebieski. Listki okwiatu niezrośnięte do nasady i zwykle szeroko rozpostarte.
OwoceTrójkomorowe torebki.

## Systematyka
Rodzaj z monotypowej podrodziny Aristeoideae z rodziny kosaćcowatych (Iridaceae).
Wykaz gatunków
- Aristea abyssinica Pax
- Aristea africana (L.) Hoffmanns.
- Aristea alata Baker
- Aristea anceps Eckl. ex Klatt
- Aristea angolensis Baker
- Aristea angustifolia Baker
- Aristea bakeri Klatt
- Aristea biflora Weim.
- Aristea cantharophila Goldblatt & J.C.Manning
- Aristea capitata (L.) Ker Gawl.
- Aristea cistiflora J.C.Manning & Goldblatt
- Aristea cladocarpa Baker
- Aristea compressa Buchinger ex Baker
- Aristea cuspidata Schinz
- Aristea dichotoma (Thunb.) Ker Gawl.
- Aristea djalonis A.Chev. ex Hutch.
- Aristea ecklonii Baker
- Aristea elliptica Goldblatt & A.P.Dold
- Aristea ensifolia J.Muir
- Aristea fimbriata Goldblatt & J.C.Manning
- Aristea flexicaulis Baker
- Aristea galpinii N.E.Br. ex Weim.
- Aristea gerrardii Weim.
- Aristea glauca Klatt
- Aristea goetzei Harms
- Aristea grandis Weim.
- Aristea humbertii H.Perrier
- Aristea inaequalis Goldblatt & J.C.Manning
- Aristea juncifolia Eckl. ex Baker
- Aristea kitchingii Baker
- Aristea latifolia G.J.Lewis
- Aristea lugens (L.f.) Steud.
- Aristea madagascariensis Baker
- Aristea montana Baker
- Aristea monticola Goldblatt
- Aristea nana Goldblatt & J.C.Manning
- Aristea nigrescens J.C.Manning & Goldblatt
- Aristea nyikensis Baker
- Aristea oligocephala Baker
- Aristea palustris Schltr.
- Aristea pauciflora Wolley-Dod
- Aristea platycaulis Baker
- Aristea polycephala Harms
- Aristea pusilla (Thunb.) Ker Gawl.
- Aristea racemosa Baker
- Aristea ranomafana Goldblatt
- Aristea recisa Weim.
- Aristea rigidifolia G.J.Lewis
- Aristea rupicola Goldblatt & J.C.Manning
- Aristea schizolaena Harv. ex Baker
- Aristea simplex Weim.
- Aristea singularis Weim.
- Aristea spiralis (L.f.) Ker Gawl.
- Aristea teretifolia Goldblatt & J.C.Manning
- Aristea torulosa Klatt
- Aristea zeyheri Baker